# Ivo de Chartres
Ivo de Chartres (em latim: Ivo Carnotensis ou Ivonis Carnutensis ou Ivonem Carnotensem; em francês:  Yves de Chartres) foi bispo de Chartres de 1090 até sua morte e um importante canonista durante a Controvérsia das investiduras. Teria supostamente estudado na Abadia de Bec, na Normandia, com Lanfranco, onde teria se encontrado ainda com Anselmo de Aosta, o grande escolástico de sua época. Em 1067 ou pouco depois, tornou-se, por desejo de seu bispo, prior dos cônegos de Saint-Quentin em Beauvais. Já como bispo e famoso canonista, lutou contra a simonia e atacou o repúdio de Filipe I da França à sua esposa, Berta da Holanda para se casar com Bertranda de Anjou em 1092, o que o levou à prisão por um curto período.
Três extensivas obras canônicas — "Tripartita", "Decretum" e "Panormia" — são atribuídas a Ivo. Além disso, ele foi ainda um prolífico escritor de cartas.
Sua festa tem sido celebrada em 20 de maio desde 1570, mas não se sabe se ele algum dia foi oficialmente canonizado ou quando.

## Biografia
Ivo de Chartres nasceu numa família que não detinha nenhum título de nobreza em (ou perto de) Chartres por volta de 1040. Segundo o pouco confiável Roberto de Torigni, teria estudado primeiro em Paris, depois na Abadia de Bec, onde foi aluno de Lanfranco e Anselmo. Só se ouve falar dele de novo alguns anos depois de ele ter se juntado ao clero. Em 1067, foi convocado para ser o prior dos cônegos da casa agostiniana de Saint-Quentin em Beauvais por seu bispo. De lá, rapidamente estabeleceu sua fama como um dos melhores professores da França em seu tempo.
Porém, foi seu conhecimento de direito canônico, tanto como advogado quanto como clérigo, que, com maior probabilidade, valeu-lhe, em 1090, a posição de bispo de Chartres (seu antecessor ou foi removido do cargo ou renunciou por causa de um caso escandaloso de simonia).[carece de fontes?] Há algumas discrepâncias sobre quem teria sido este antecessor (e quem seria seu sucessor), principalmente por diferentes fontes sugerem que teria sido Godofredo de Chartres (Geoffrey) nas duas posições e que o papa Urbano II teria recomendado Ivo para a posição por causa de seu conhecimento canônico. À luz dos eventos que precederem sua nomeação, sua feroz oposição à simonia pode de fato ter tido alguma influência em sua ascensão.
Suas crenças, muito firmes, e sua piedade, porém, causaram problemas para Ivo em seu longo mandato — vinte e cinco anos — como bispo de Chartres. Por volta de 1092, Filipe I era o rei da França e estava casado com Berta da Holanda, mas desejava, basicamente, livrar-se dela para poder se casar com Bertranda de Anjou. Defensor da santidade do matrimônio, Ivo atacou-o abertamente e chegou a ser preso por um curto período por causa disso.
Foi durante seu mandato que escreveu a maior parte de suas obras, que, depois de sua morte, lhe trariam fama e um lugar entre os grandes pensadores da Idade Média. Ivo é reconhecido por Salutati como um escritor eloquente mesmo numa época que, segundo ele, a eloquência na escrita se degradava rapidamente fora da Itália.

## Obras
Ivo foi um escritor prolífico, mas é reconhecido principalmente por suas obras canônicas: "Decretum" (dezessete livros), "Tripartita" (três partes) e a "Panormia" (oito livros). As três obras lidam primordialmente com o direito canônico e o tema da versão de Paulo sobre a caritas (o amor cristão). Ele defendia que caritas era a melhor resposta ao pecado e não punições duras ou o remorso. 
Além disso, sobreviveram 288 cartas de Ivo, geralmente tratando de temas litúrgicos, canônicos ou dogmáticos. Vinte e cinco sermões completam o que sobreviveu de sua obra.[carece de fontes?]
A influência de Ivo de Chartres foi enorme entre os teólogos subsequentes. Entre eles, Hugo de São Vítor, Landolfo Colonna e Alger de Liège, estes dois citados no prólogo de uma ou outra de suas obras. Eles continuaram desenvolvimento o tema da caritas e do direito canônico.